# Jarafuel
Jarafuel (Valencianisch: Xarafull) ist eine Gemeinde (municipio) in der spanischen Provinz Valencia mit 757 Einwohnern (Stand: 2024).

## Geografie
Jarafuel liegt im Landesinneren der Valencianischen Gemeinschaft in einer Höhe von ca. 650 m. Valencia befindet sich ca. 75 Kilometer in ostnordöstlicher Richtung. 

## Demografie
| 2175 | 2503 | 2558 | 1446 | 1403 | 1025 | 884 | 833 | 772 |

## Sehenswürdigkeiten

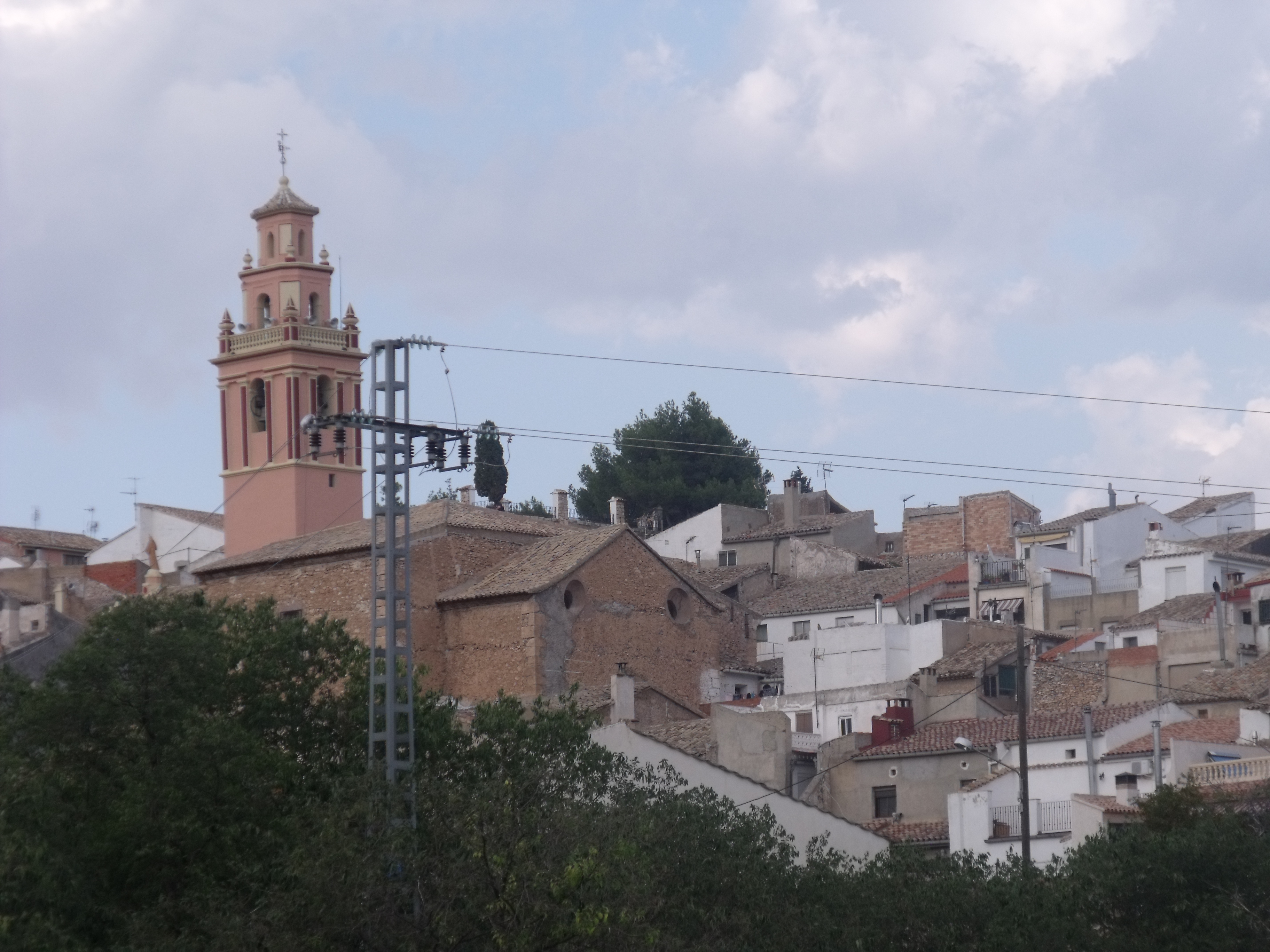
Kirche

- Kirche